# Breiðdalsvík

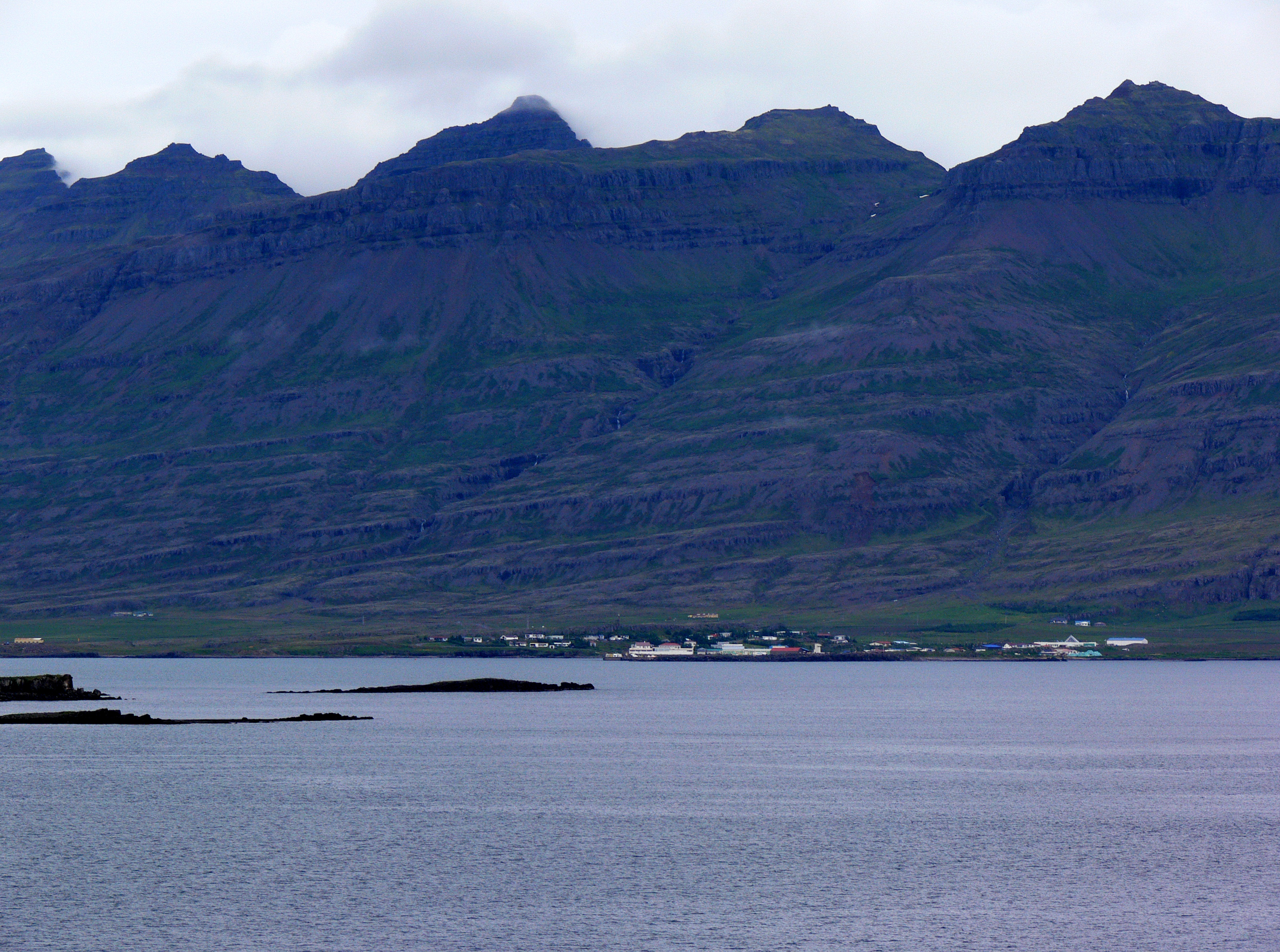
Breiðdalsvík från andra sidan viken

Breiðdalsvík är en ort i Austurland i Island med 129 invånare.
Terrängen runt Breiðdalsvík är kuperad. Den högsta punkten i närheten är 820 meter över havet, 2,8 km norr om Breiðdalsvík.  Närmaste större samhälle är Fáskrúðsfjörður, 15,5 km norr om Breiðdalsvík.